# 오현명 (성악가)
오현명(吳鉉明, 1924년 10월 10일 평안북도 철산군 ~ 2009년 6월 24일)은 대한민국의 성악가이다.
1948년 <라 트라비아타>로 오페라 무대에 데뷔하였다. 1948년 한국 최초의 오페라 공연 <춘희>와 1962년 국립오페라단 창단 공연 <왕자 호동>에 출현했다.
1964년~ 1982년 국립오페라단 단장, 1984년 종신단원, 한양대학교 명예교수, 1999년 목원대학교 음악대학교 초빙교수 등을 지냈다.
1975년 문화예술상 대통령상, 1990년 국민훈장 모란장, 1999년 보관문화훈장 등을 받았으며 사후 은관문화훈장이 추서되었다.
강원도 춘천시 경춘공원묘원에 안장되었다.

## 약력
- 경성음악전문학교 졸업
- 1948년 <라 트라비아타>로 오페라 무대 데뷔
- 한양대학교 음악대학 교수, 명예교수
- 한양대학교 음악대학 학장 역임
- 1964년~1982년 국립오페라단 단장

## 대표곡
오현명은 양명문의 시에 변훈이 곡을 붙인  <명태>를 불러 대중적으로 유명해졌다.
1. ↑  한국역대인물 종합정보시스템